# Герб Скопинского района
Герб муниципального образования — Скопи́нский муниципальный район Рязанской области" Российской Федерации — является официальным символом муниципального образования — Скопинский муниципальный район Рязанской области.
Герб утверждён решением Скопинской районной Думы № 28 от 25 апреля 2013 года.
Герб внесён в Государственный геральдический регистр под регистрационным номером 227.

## Описание герба
«В пурпурном поле — серебряная, летящая вправо скопа, несущая в лапах три золотых колоса и серебряный молот; в золотой вольной части со скруглённым углом — старинная зелёная княжеская шапка с чёрной собольей опушкой, над которой золотое украшение („городок“) с пурпурным самоцветным камнем. Щит увенчан муниципальной короной установленного образца».— Положение о гербе в редакции от 25 апреля 2013 года.

## История герба
26 марта 1997 года состоялось утверждение единого герба Скопина и Скопинского района, разработанного художником Михаилом Шелковенко на основе исторического герба города. В данном варианте герба птица скопа была изображена натурально, в отличие от изображений в гербе Скопина 1779 года и проекта герба 1862 года. Этот герб был внесён в Государственный геральдический регистр Российской Федерации под № 166, впоследствии это номер стал принадлежать только гербу Скопина.
2 декабря 1997 года решением Скопинской районной Думы от № 122 был утверждён персональный герб Скопинского района. Герб района был внесён в Государственный геральдический регистр Российской Федерации под № 226.
25 апреля 2013 года решение Скопинской районной Думы от 2 декабря 1997 года № 122 «О гербе Скопинского района Рязанской области» утратило силу. Было утверждено новое Положение о гербе района, в котором описание герба практически не изменилось, но внесено дополнение — «Щит увенчан муниципальной короной установленного образца».